# Aeroportul Municipal New Ulm
Aeroportul Municipal New Ulm (IATA: ULM, ICAO: KULM, FAA LID: ULM) este un aeroport din Comitatul Brown, Minnesota, Minnesota, Statele Unite ale Americii. Aeroportul a fost tranzitat în 2019 de 6 pasageri.
Situat la o altitudine de 308 m, aeroportul dispune de 2 piste.

## Infrastructură

### Piste
Aeroportul dispune de 2 piste. Pista 15/13 are suprafața de asfalt și dimensiunile 5.401 picioare × 100 picioare. Pista 4/22 are suprafața de Iarbă și dimensiunile 2.478 picioare × 160 picioare. 